# Radovan Stanković
Radovan Stanković, znany jako Raša (ur. 10 marca 1969 w Fočy) – Serb bośniacki, żołnierz, pierwszy skazany za zbrodnie wojenne i zbrodnie przeciwko ludzkości popełnione w czasie konfliktu w byłej Jugosławii przez bośniacki wymiar sprawiedliwości.
W okresie między kwietniem 1992 r. a lutym 1993 r. Stanković jako żołnierz torturował oraz mordował ludność cywilną. W sierpniu 1992 r. stworzył w Foczy we wschodniej Bośni więzienie, w którym przetrzymywał, wielokrotnie gwałcił i bił dziewięć muzułmańskich kobiet, z których większość stanowiły nieletnie, a dwie były w wieku 12 lat. Do zbrodni nakłaniał także innych żołnierzy.
Stankovicia bośniackiemu wymiarowi sprawiedliwości przekazał Międzynarodowy Trybunał Karny dla byłej Jugosławii, urzędujący w Hadze, wraz z ośmioma podobnymi sprawami dotyczącymi zbrodni przeciwko ludzkości. W czasie procesu sąd przesłuchał 14 świadków, w tym dwie ofiary gwałtów, które wskazały „Rašę” jako prowodyra zajść z Foczy, zaś sam oskarżony był kilkakrotnie usuwany z sali rozpraw za niewłaściwe zachowanie i obrazę składu sędziowskiego. Stanković został skazany w listopadzie 2006 r. na 16 lat pozbawienia wolności, sam nie był obecny na ogłoszeniu wyroku. Organizacja zrzeszająca ofiary wojennych gwałtów i tortur uznała wyrok za zbyt niski, a jej przewodnicząca Bakira Hasecić powiedziała, że liczyła na dożywotnie pozbawienie wolności dla Stankovicia. W kwietniu 2007 r. bośniacki sąd apelacyjny podwyższył zasądzoną karę do 20 lat pozbawienia wolności. Radovan Stanković odsiadywał wyrok w więzieniu w Foczy.
24 maja 2007 r., w niejasnych do końca okolicznościach, Stanković zbiegł z więzienia. Według relacji podanej przez agencję Serbów bośniackich SRNA więzień wyrwał się strażnikom i uciekł do czekającego na niego samochodu, według innej relacji podanej przez bośniackie radio „Raša” zbiegł, gdy samochód, którym konwojowano go do szpitala, został zablokowany przez auto, którym następnie więzień uciekł. Jeszcze inną wersję podała rzeczniczka policji Danka Tesić, która stwierdziła, że Stanković zbiegł spod samego szpitala. Od razu po ucieczce Stankovicia zorganizowano obławę, ale jak dotąd go nie schwytano.